# Sterling Sharpe
Pour les articles homonymes, voir Sharpe.
College Football Hall of Fame 2014
Pro Football Hall of Fame 2025
(en) Statistiques sur pro-football-reference
Sterling Sharpe, né le 6 avril 1965 à Chicago, est un sportif professionnel de football américain et analyste sportif américain.

## Biographie

### Jeunesse
Sterling Sharpe est né le 6 avril 1965 à Chicago dans l'Illinois,. Il grandit et étudie au lycée de Glennville en Géorgie où il joue au football américain aux postes de wide receiver, de quarterback et de linebacker. Il fait également partie des équipes de basket-ball et d'athlétisme.

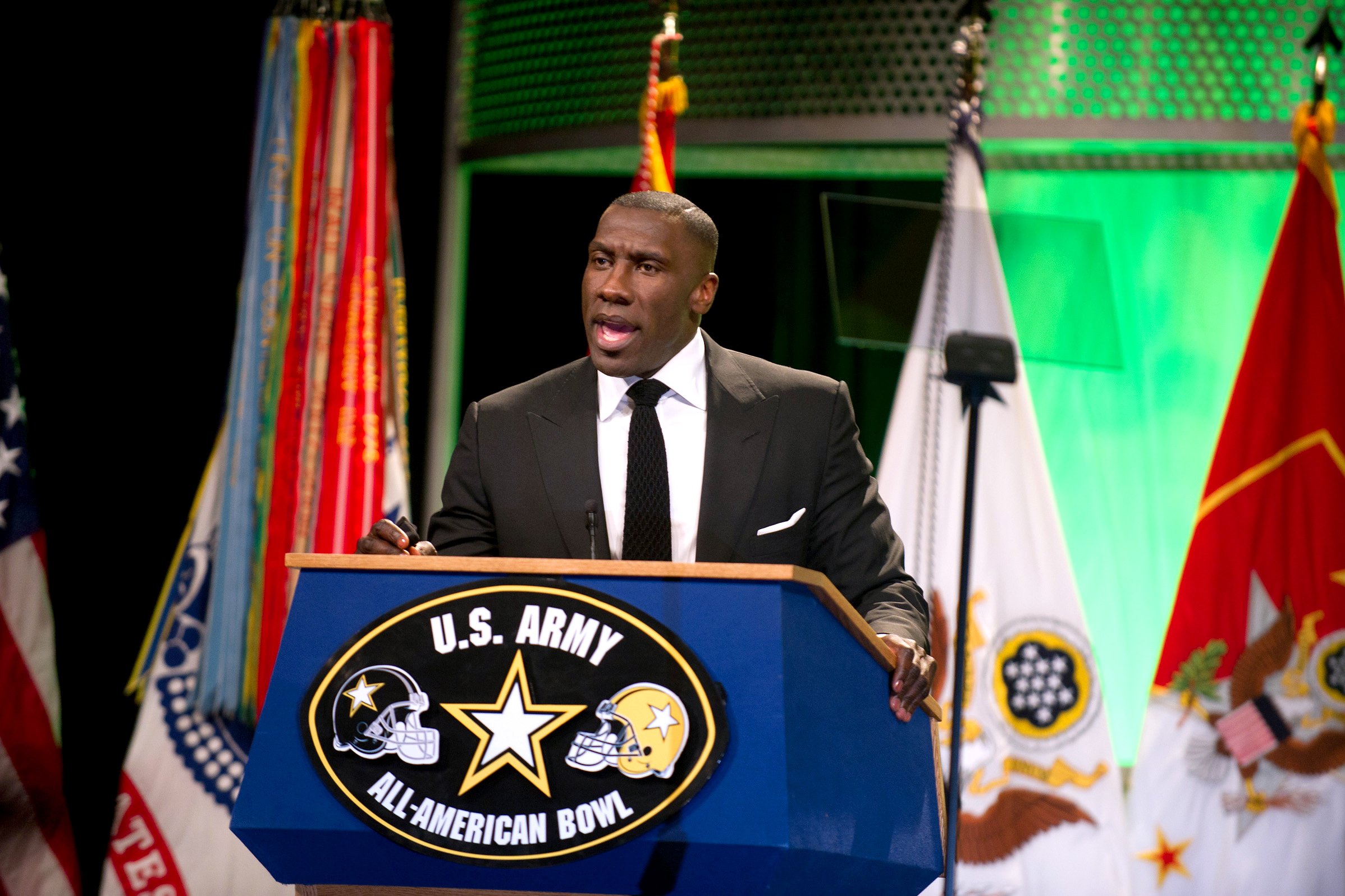
Shannon Sharpe, frère de Sterling, lors d'un discours en 2012.

### Carrière universitaire
Sterling étudie à l'université de Caroline du Sud où il joue pour l'équipe de football américain des Gamecocks. En tant que wide receiver, Sharpe établit de nouveaux records de son université comptabilisant 169 réceptions en carrière pour un gain cumulé de 2 497 yards et 17 touchdowns. Il établit également le record de touchdowns inscrits en une seule saison avec 11 unités, record battu en 2005 par Sidney Rice (en).
L'entraîneur et mentor de Sterling, William « Tank » Black, quitte les Gamecocks pour devenir agent de joueurs. Sharpe sera son premier client et il le représentera tout au long de sa carrière professionnelle.
Le maillot no 2 porté par Sterling Sharpe est retiré par l'université de Caroline du Sud en fin de saison 1987.
Sharpe est intronisé au College Football Hall of Fame en 2014.

### Carrière professionnelle

#### Packers de Green Bay
Le wide receiver Sharpe est sélectionné en 7e choix lors du premier tour de la draft 1988 de la NFL par la franchise des Packers de Green Bay. Il est choisi après le receveur Tim Brown (6e) et avant le receveur Michael Irvin (11e), tous deux intronisés au Pro Football Hall of Fame à la fin de leurs carrières.

#### 1988
Sterling Sharpe a un impact immédiat sur l'équipe où il impressionne en établissant plusieurs records. Sharpe est connu comme un receveur robuste avec des mains agiles, capable de faire des prises difficiles malgré la présence de joueurs adverses à proximité.
Lors de sa première saison, il participe à tous les matchs de la saison régulière et totalise 55 réceptions.

#### 1989
Pour sa deuxième saison, il mène la ligue avec 90 réceptions, devenant ainsi le premier joueur des Packers à le faire depuis Don Hutson en 1945. Il bat également les records de Hutson du plus grand nombre de réceptions réussies et du plus grand nombre de yards gagnés en réception sur une saison.

#### 1992

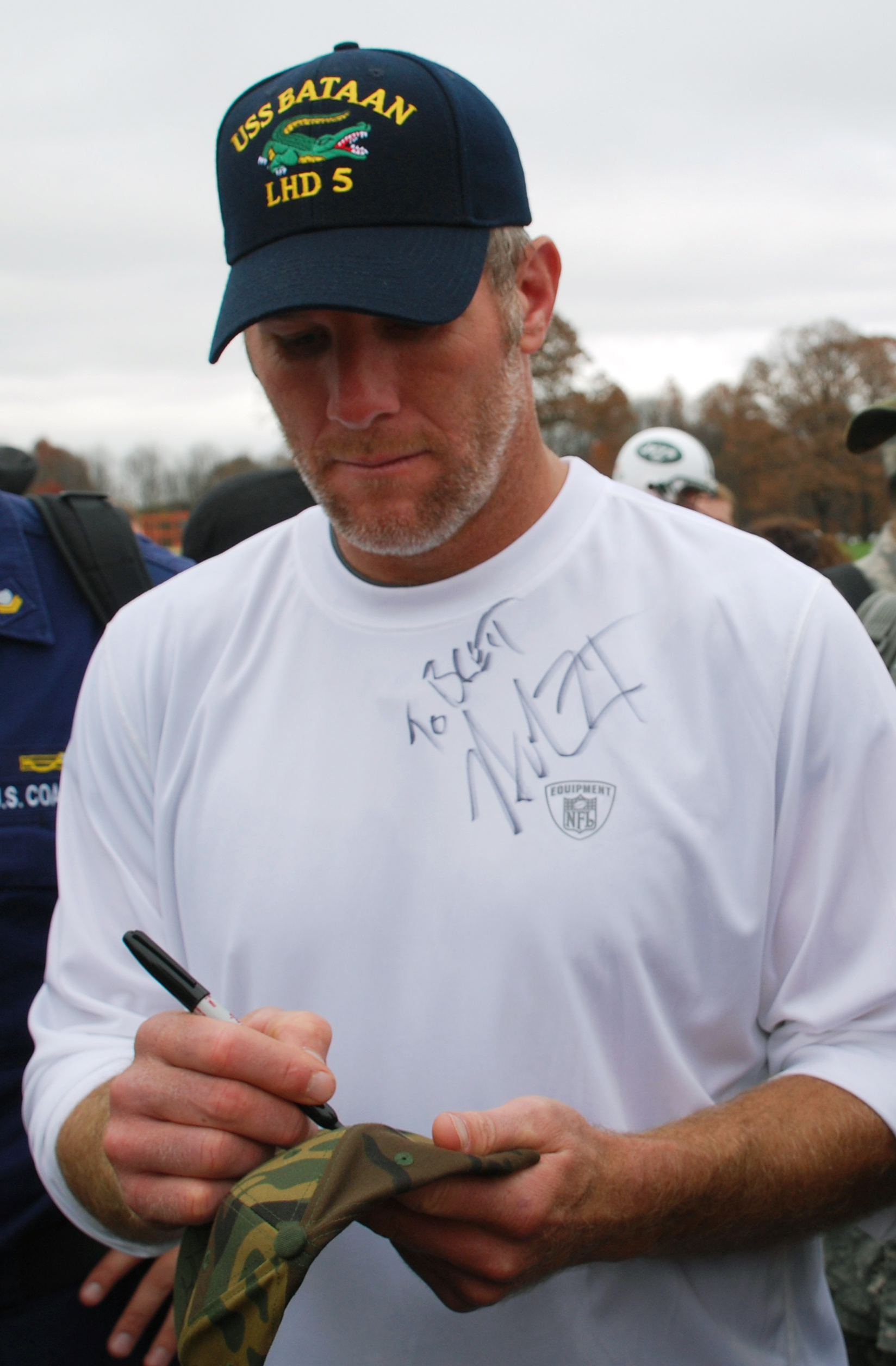
Le quarterback Brett Favre, titulaire dans l'équipe des Packers de Green Bay de 1992 à 2007.

Quelques années plus tard, en 1992, Sharpe est associé avec le nouveau quarterback Brett Favre arrivé des Falcons d'Atlanta. C'est une chance pour Sharpe qui dépendait alors de joueur moins talentueux comme Don Majkowski, Mike Tomczak ou Anthony Dilweg. Le tandem « quarterback-wide receiver » qu('il forme avec Favre est statistiquement mémorable. Dans le dernier match de cette saison, Sharpe réussit sa 107e réception de la saison et bat ainsi le record de réceptions de la NFL, établi par Art Monk des Redskins de Washington en 1984. Cette même saison, Sharpe devient l'un des six joueurs de l'histoire de la NFL à gagner une « triple couronne » au poste de receveur : c'est-à-dire être le premier de la ligue au nombre de yards gagnés en réception, au nombre de touchdowns inscrits en réception et au nombre de réceptions réussies.

#### 1993
Au cours de la saison 1993, Sharpe bat son propre record en réussissant 112 réceptions. Cela fait également de lui le premier joueur à avoir des saisons consécutives à plus de 100 réceptions.

#### 1994
En 1994, ses 18 touchdowns iscrits en réception constituent à l'époque, le deuxième total le plus important de l'histoire de la ligue, derrière Jerry Rice (22 unités) en 1987.
Sharpe se blesse au cou 
Le mandat de Sharpe au poste de receveur va être écourtée à la suite d'une blessure au cou encourue lors du match contre les Falcons d'Atlanta en 1994,. Vers la fin de la saison 1994, il est constaté qu'il souffre d'une anomalie au niveau du cou laquelle nécessite une intervention chirurgicale (relâchement dans les deux vertèbres supérieures du cou). Cette opération l'oblige a écourter sa carrière alors qu'il n'a que 29 ans. 
Cette retraite sportive forcée fait qu'il n'est pas membre de l'équipe des Packers qui remporte en 1996 le Super Bowl XXXI.

### Retraite
Après sa carrière sportive, Sterling Sharpe devient analyste sportif pour ESPN et participe aux émissions NFL Game Day et NFL Prime Monday.
Depuis son départ des Packers, Sharpe est également devenu copropriétaire de la société « Pro Bowl Motors » spécialisée dans l'achat et la vente d'automobiles et située à Columbia en Caroline du Sud où il réside.

## Palmarès
Sterling Sharpe a été sélectionné à cinq reprises pour le Pro Bowl soit au terme des saisons 1989, 1990, 1992, 1993 et 1994). Durant la carrière de Sterling Sharpe (1988-1994), seul Jerry Rice — unanimement reconnu comme l'un des meilleurs joueurs de l'histoire de la NFL — aura été sélectionné plus de fois au Pro Bowl (six).
Il est également sélectionné à trois reprises dans la première équipe All-Pro, au terme des saisons 1989, 1992 et 1993. Il a été classé trois fois premier de la ligue en nombre de réceptions réussies (1989, 1992 et 1993) et deux fois au nombre de touchdowns inscrits en réception (1992 et 1994).
Il a été intronisé au Green Bay Packers Hall of Fame (en) en 2002 et au College Football Hall of Fame en 2014. Non intronisé au Pro Football Hall of Fame, il est cependant cité dans les joueurs des Packers étant le plus proche de cette consécration.
Pour rendre hommage à son frère, Shannon Sharpe lui offre en 1998 la première de ses trois bagues de Super Bowl,. Lors de l'intronisation au Pro Football Hall of Fame de ce dernier en 2011, il plaide dans son discours de considérer la candidature de son frère qui n'a pas eu une carrière à la hauteur de son talent,, déclarant notamment qu'il est le seul joueur professionnel qui entre à ce temple de la renommée qui est « le deuxième meilleur joueur de sa propre famille ». Les médias se sont également fait écho d'autres soutiens à l'intronisation de Sterling Sharpe comme celui de Terrell Davis,.
Sélectionné en 2024 en tant que finaliste de la classe 2025 du Pro Football Hall of Fame, il y est finalement intronisé le 6 février 2025.

## Statistiques
| Légende | Légende             |
| ------- | ------------------- |
|         | Premier de la ligue |
| Gras    | Record en carrière  |

| Année             | Équipe            | Âge               | Poste             | Matchs | Matchs | Réceptions | Réceptions | Réceptions | Réceptions | Réceptions | Réceptions | Courses | Courses | Courses | Fumbles | Fumbles |
| ----------------- | ----------------- | ----------------- | ----------------- | ------ | ------ | ---------- | ---------- | ---------- | ---------- | ---------- | ---------- | ------- | ------- | ------- | ------- | ------- |
| Année             | Équipe            | Âge               | Poste             | M.J.   | M.T.   | Nbr.       | Yards      | Moy.       | TD         | + Long     | Y/G        | Nbr.    | Yards   | TD      | Nbr.    | F.R.    |
| 1988              | GB                | 23                | WR                | 16     | 16     | 55         | 791        | 14,4       | 1          | 51         | 49,4       | 4       | -2      | 0       | 3       | 1       |
| 1989              | GB                | 24                | WR                | 16     | 16     | 90         | 1 423      | 15,8       | 12         | 79         | 88,9       | 2       | 25      | 0       | 1       | 1       |
| 1990              | GB                | 25                | WR                | 16     | 16     | 67         | 1 105      | 16,5       | 6          | 76         | 69,1       | 2       | 14      | 0       | 0       | 0       |
| 1991              | GB                | 26                | WR                | 16     | 16     | 69         | 961        | 13,9       | 4          | 58         | 60,1       | 4       | 4       | 0       | 1       | 2       |
| 1992              | GB                | 27                | WR                | 16     | 16     | 108        | 1 461      | 13,5       | 13         | 76         | 91,3       | 4       | 8       | 0       | 2       | 1       |
| 1993              | GB                | 28                | WR                | 16     | 16     | 112        | 1 274      | 11,4       | 11         | 54         | 79,6       | 4       | 8       | 0       | 1       | 0       |
| 1994              | GB                | 29                | WR                | 16     | 16     | 94         | 1 119      | 11,9       | 18         | 49         | 69,9       | 3       | 15      | 0       | 1       | 0       |
| Total en carrière | Total en carrière | Total en carrière | Total en carrière | 112    | 112    | 595        | 8 134      | 13,7       | 65         | 79         | 72,6       | 23      | 72      | 0       | 9       | 5       |

| Année             | Équipe            | Âge               | Poste             | Matchs | Matchs | Réceptions | Réceptions | Réceptions | Réceptions | Réceptions | Réceptions | Courses | Courses | Courses | Fumbles | Fumbles |
| ----------------- | ----------------- | ----------------- | ----------------- | ------ | ------ | ---------- | ---------- | ---------- | ---------- | ---------- | ---------- | ------- | ------- | ------- | ------- | ------- |
| Année             | Équipe            | Âge               | Poste             | M.J.   | M.T.   | Nbr.       | Yards      | Moy.       | TD         | + Long     | Y/G        | Nbr.    | Yards   | TD      | Nbr.    | F.R.    |
| 1993              | GB                | 28                | WR                | 2      | 2      | 11         | 229        | 20,8       | 4          | 48         | 0          | 0       | 0       | 0       | 0       | 0       |
| Total en carrière | Total en carrière | Total en carrière | Total en carrière | 2      | 2      | 11         | 229        | 20,8       | 4          | 48         | 0          | 0       | 0       | 0       | 0       | 0       |

Source

## Vie privée
Sterling Sharpe est le frère aîné du tight end intronisé au Pro Football Hall of Fame en 2011, Shannon Sharpe. Sterling a eu une grande influence sur son frère.Également analyste sportif après sa carrière, ce dernier a été un joueur majeur de la franchise des Broncos de Denver durant la fin des années 1990 aux côtés notamment de John Elway, Terrell Davis ou encore Rod Smith. Shannon remportera trois Super Bowl, deux avec les Broncos et un avec les Ravens de Baltimore.